# Phrixocnemis
Phrixocnemis is een geslacht van rechtvleugeligen uit de familie grottensprinkhanen (Rhaphidophoridae). De wetenschappelijke naam van dit geslacht is voor het eerst geldig gepubliceerd in 1894 door Scudder.

## Soorten
Het geslacht Phrixocnemis  is monotypisch en omvat slechts de volgende soort:
- Phrixocnemis truculentus (Scudder, 1894)